# هما کی میاد
هما کی میاد؟ فیلمی به کارگردانی، نویسندگی و تهیه‌کنندگی محسن دامادی محصول سال ۱۳۹۴ است.

## خلاصه داستان
همه دروغ میگیم، بعضی دروغامون قشنگه، ولی دروغ، دروغه… .
داستان «هما کی میاد؟» پیرامون زندگی یک مربی فوتبال و همسر او است که زمینه اختلاف سلیقه باعث مشاجره لفظی آنها می شود و چون زن هنرمند و نقاش است با همسرش که مربی فوتبال است و در فضایی پر از مشاجره وجود دارد دچار اختلاف شده و چالش هایی به وجود می آید که در فیلم دیده می شود.[۳]

## بازیگران
- نادر فلاح
- مسیح میرحسینی
- کیمیا ملایی
- محمدرضا زمانی
- بهروز قاسمی
- نادر عسگری
- موسی لامعی